# Megachile rufoscopacaea
Megachile rufoscopacaea är en biart som beskrevs av Heinrich Friese 1903. Megachile rufoscopacaea ingår i släktet tapetserarbin, och familjen buksamlarbin. Inga underarter finns listade i Catalogue of Life.